# Dušan Kabát
Dušan Kabát (Szered, 1944. augusztus 20. – Prága, 2022. május 19.) csehszlovák válogatott szlovák labdarúgó, csatár.

## Pályafutása

### Klubcsapatban
1961 és 1976 között a Spartak Trnava labdarúgója volt, kivéve az 1963 és 1965 között időszakot, amikor sorkatonai szolgálata alatt a Dukla Praha csapatában szerepelt. 1977–78-ban a Slovan Hlohovec együttesében fejezte be az aktív labdarúgást. A Duklával egy-egy csehszlovák bajnoki címet és kupagyőzelmet ért el. A Spartakkal még sikeresebb volt. Öt csehszlovák bajnoki cím mellett három kupagyőzelmet ért el a nagyszombati csapattal.

### A válogatottban
1965 és 1973 között 24 alkalommal szerepelt a csehszlovák válogatottban és két gólt szerzett.

## Sikerei, díjai
Dukla Praha
- Csehszlovák bajnokság
  - bajnok: 1963–64
- Csehszlovák kupa
  - győztes: 1965

 FC Spartak Trnava
- Csehszlovák bajnokság
  - bajnok (5): 1967–68, 1968–69, 1970–71, 1971–72, 1972–73
- Csehszlovák kupa
  - győztes (3): 1967, 1971, 1975

## Statisztika

### Mérkőzései a csehszlovák válogatottban
| Csehszlovákia | Csehszlovákia      | Csehszlovákia                         | Csehszlovákia | Csehszlovákia | Csehszlovákia | Csehszlovákia             | Csehszlovákia | Csehszlovákia |
| #             | Dátum              | Helyszín                              | Hazai         | Eredmény      | Vendég        | Kiírás                    | Gólok         | Esemény       |
| ------------- | ------------------ | ------------------------------------- | ------------- | ------------- | ------------- | ------------------------- | ------------- | ------------- |
| 1.            | 1965. október 9.   | Isztambul, Ali Sami Yen Stadion       | Törökország   | 0 – 6         | Csehszlovákia | vb-selejtező              | 1             | 61'           |
| 2.            | 1965. október 31.  | Porto, Estádio das Antas              | Portugália    | 0 – 0         | Csehszlovákia | vb-selejtező              | -             |               |
| 3.            | 1965. november 21. | Brno, Stadion Za Lužánkami            | Csehszlovákia | 3 – 1         | Törökország   | vb-selejtező              | -             |               |
| 4.            | 1966. május 18.    | Prága, Stadion Letná                  | Csehszlovákia | 1 – 2         | Szovjetunió   | barátságos                | -             |               |
| 5.            | 1966. november 6.  | Amszterdam, Olimpiai Stadion          | Hollandia     | 1 – 2         | Csehszlovákia | barátságos                | -             | 40'           |
| 6.            | 1967. május 3.     | Bázel, St. Jakob stadion              | Svájc         | 1 – 2         | Csehszlovákia | barátságos                | -             |               |
| 7.            | 1967. május 21.    | Dublin, Dalymount Park                | Írország      | 0 – 2         | Csehszlovákia | Eb-selejtező              | -             |               |
| 8.            | 1967. június 18.   | Pozsony, Tehelné pole                 | Csehszlovákia | 3 – 0         | Törökország   | Eb-selejtező              | -             |               |
| 9.            | 1967. október 1.   | Prága, Slavia Stadion                 | Csehszlovákia | 1 – 0         | Spanyolország | Eb-selejtező              | -             |               |
| 10.           | 1967. november 15. | Ankara, 19 Mayıs Stadion              | Törökország   | 0 – 0         | Csehszlovákia | Eb-selejtező              | -             |               |
| 11.           | 1968. április 27.  | Pozsony, Tehelné pole                 | Csehszlovákia | 3 – 0         | Jugoszlávia   | barátságos                | -             |               |
| 12.           | 1968. június 23.   | Pozsony, Tehelné pole                 | Csehszlovákia | 3 – 2         | Brazília      | barátságos                | -             |               |
| 13.           | 1968. október 20.  | Pozsony, Tehelné pole                 | Csehszlovákia | 1 – 0         | Dánia         | vb-selejtező              | -             |               |
| 14.           | 1969. április 16.  | Rotterdam, Feijenoord Stadion         | Hollandia     | 2 – 0         | Csehszlovákia | barátságos                | -             |               |
| 15.           | 1969. május 4.     | Dublin, Dalymount Park                | Írország      | 1 – 2         | Csehszlovákia | vb-selejtező              | 1             | 51'           |
| 16.           | 1969. május 25.    | Budapest, Népstadion                  | Magyarország  | 2 – 0         | Csehszlovákia | vb-selejtező              | -             |               |
| 17.           | 1969. október 7.   | Prága, Stadion Letná                  | Csehszlovákia | 3 – 0         | Írország      | vb-selejtező              | -             |               |
| 18.           | 1971. május 16.    | Pozsony, Tehelné pole                 | Csehszlovákia | 1 – 0         | Románia       | Eb-selejtező              | -             | 76'           |
| 19.           | 1971. október 27.  | Prága, Stadion Letná                  | Csehszlovákia | 1 – 0         | Wales         | Eb-selejtező              | -             |               |
| 20.           | 1972. június 28.   | Rio de Janeiro, Maracanã Stadion      | Brazília      | 0 – 0         | Csehszlovákia | Brazil függetlenségi kupa | -             |               |
| 21.           | 1972. július 2.    | Porto Alegre, Estádio Beira-Rio (BRA) | Csehszlovákia | 0 – 0         | Skócia        | Brazil függetlenségi kupa | -             | 60'           |
| 22.           | 1972. július 6.    | São Paulo, Estádio do Pacaembu (BRA)  | Csehszlovákia | 1 – 2         | Jugoszlávia   | Brazil függetlenségi kupa | -             |               |
| 23.           | 1972. október 15.  | Bydgoszcz, Stadion Zawiszy            | Lengyelország | 3 – 0         | Csehszlovákia | barátságos                | -             |               |
| 24.           | 1973. március 28.  | Düsseldorf, Rheinstadion              | NSZK          | 3 – 0         | Csehszlovákia | barátságos                | -             | 63'           |
|               | Összesen           |                                       |               | 24            | mérkőzés      |                           | 2             | gól           |